# Lipsko
Lipsko (německy  Leipzig) je město s postavením samostatného městského okresu na severozápadě německé spolkové země Sasko. Žije zde přibližně 620 tisíc obyvatel a je tak největší saské město a desáté největší město v Německu.

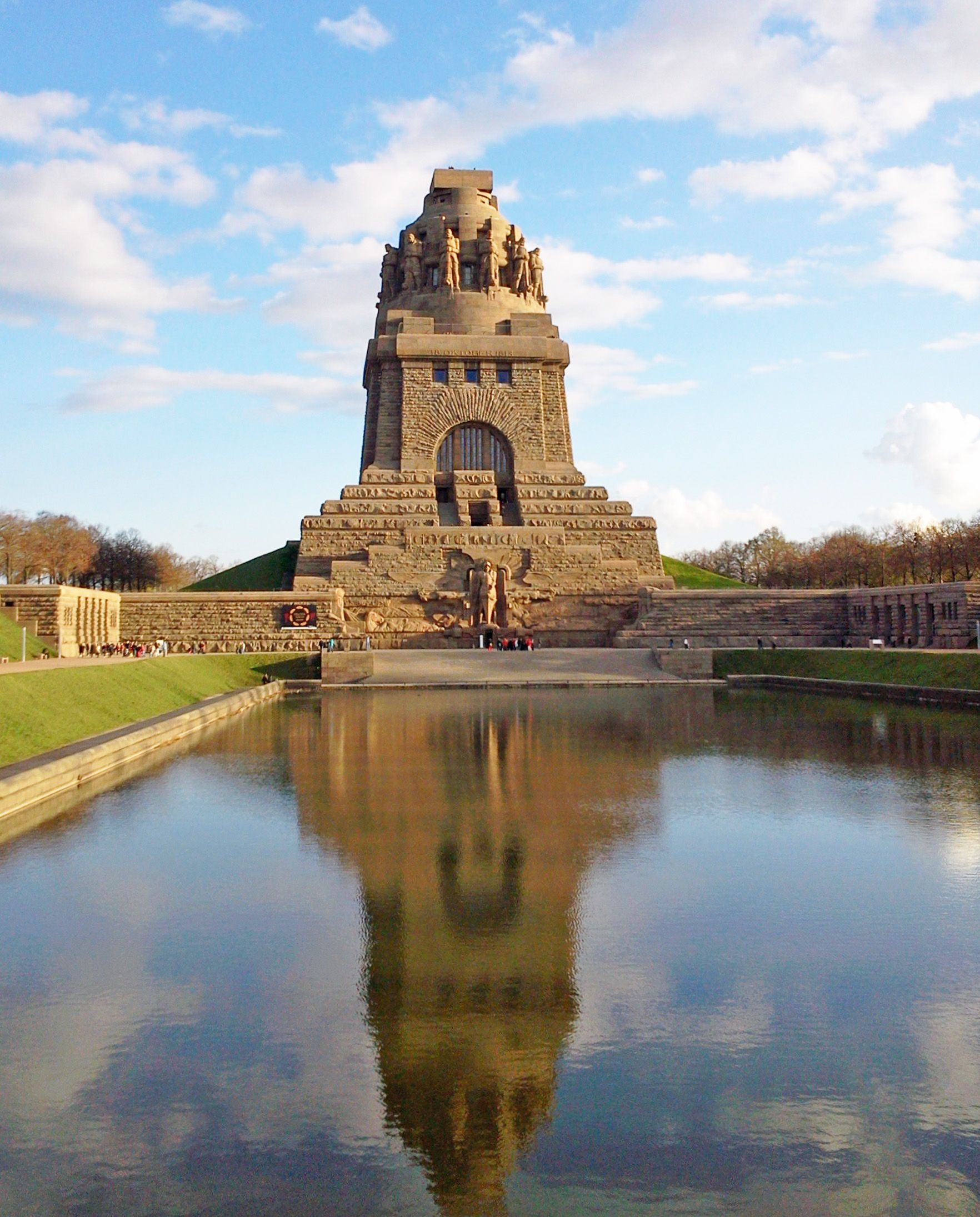
Nově zrekonstruovaný Pomník Bitvy národů v roce 2013

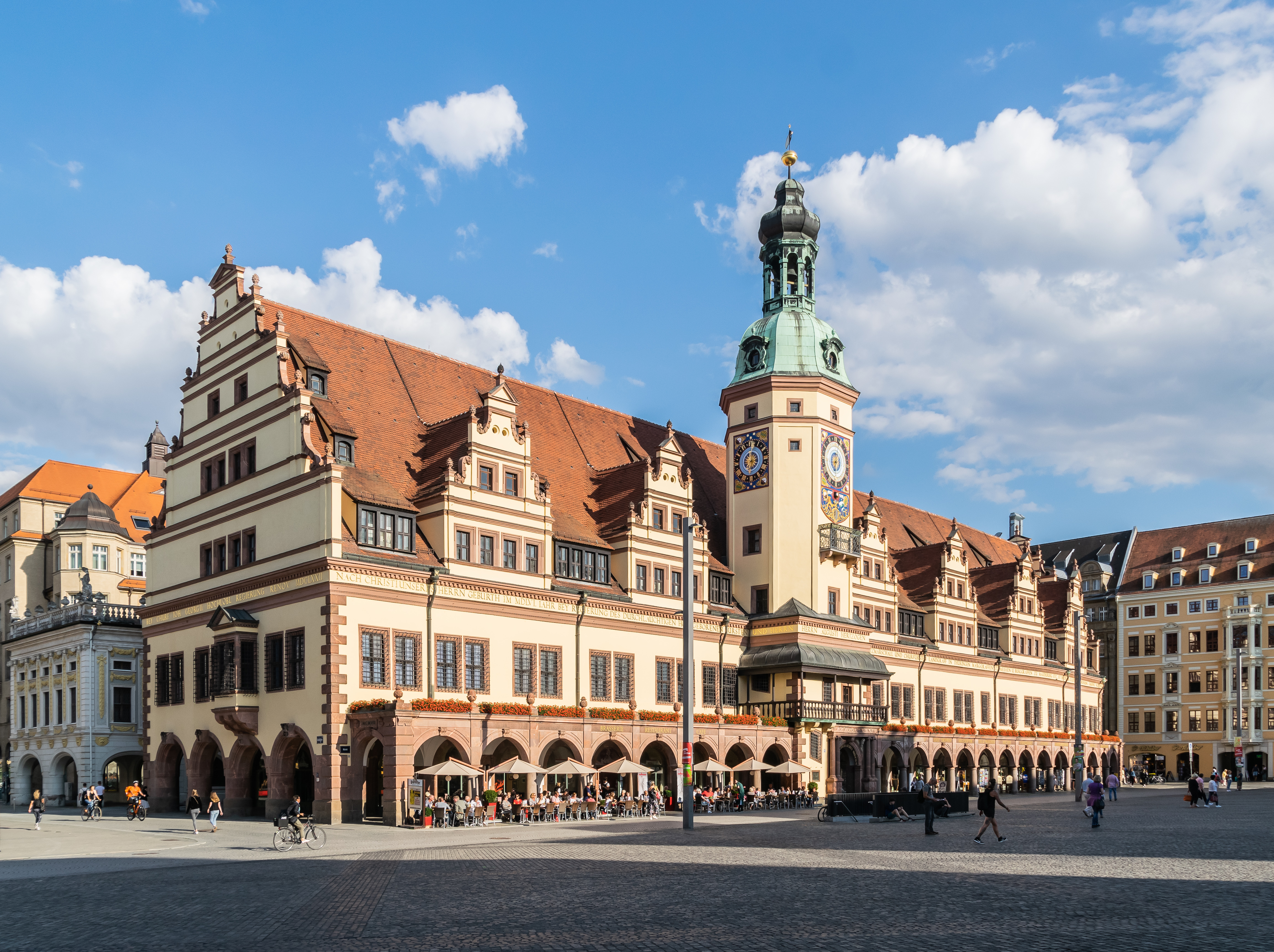
Stará radnice

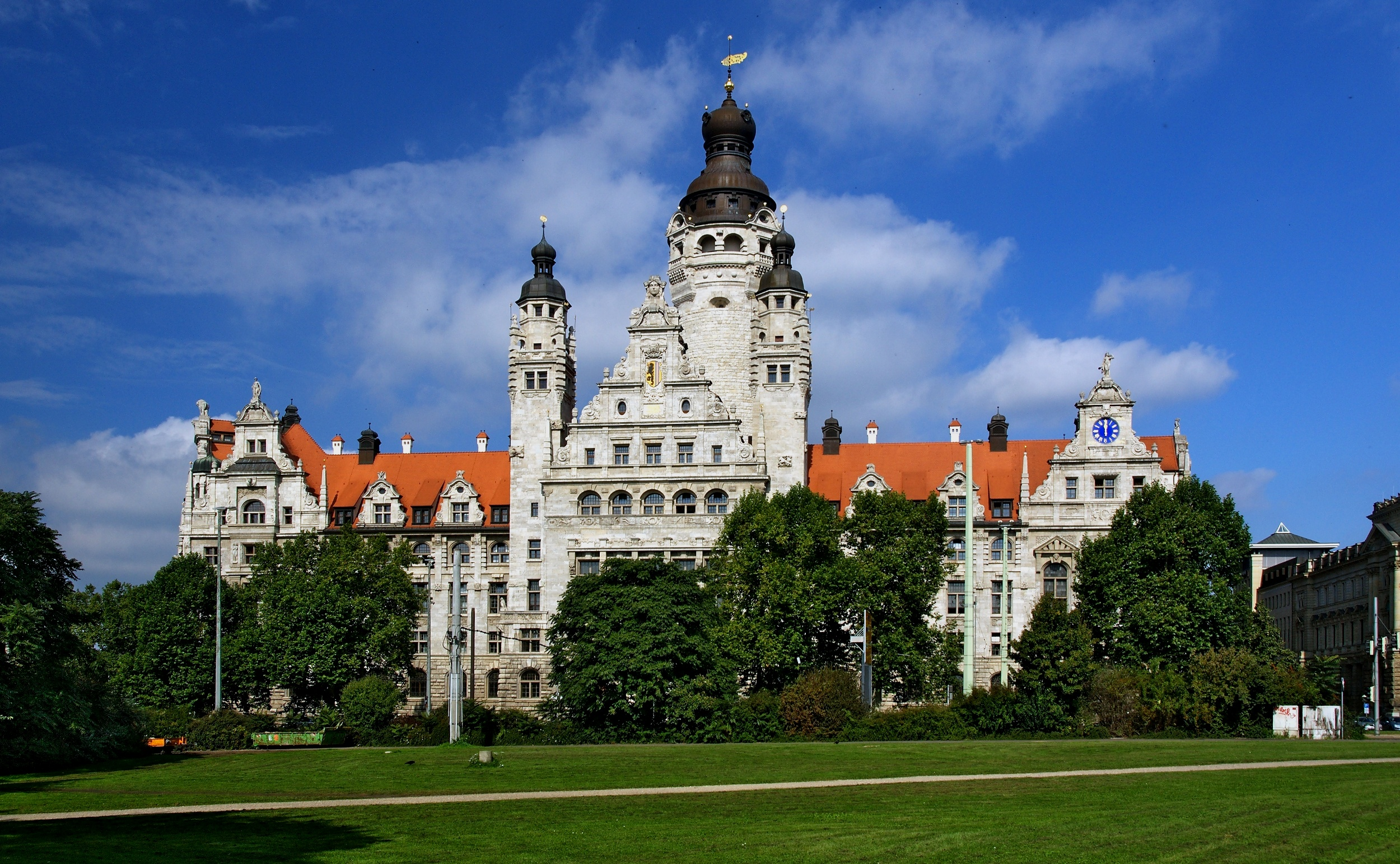
Nová radnice

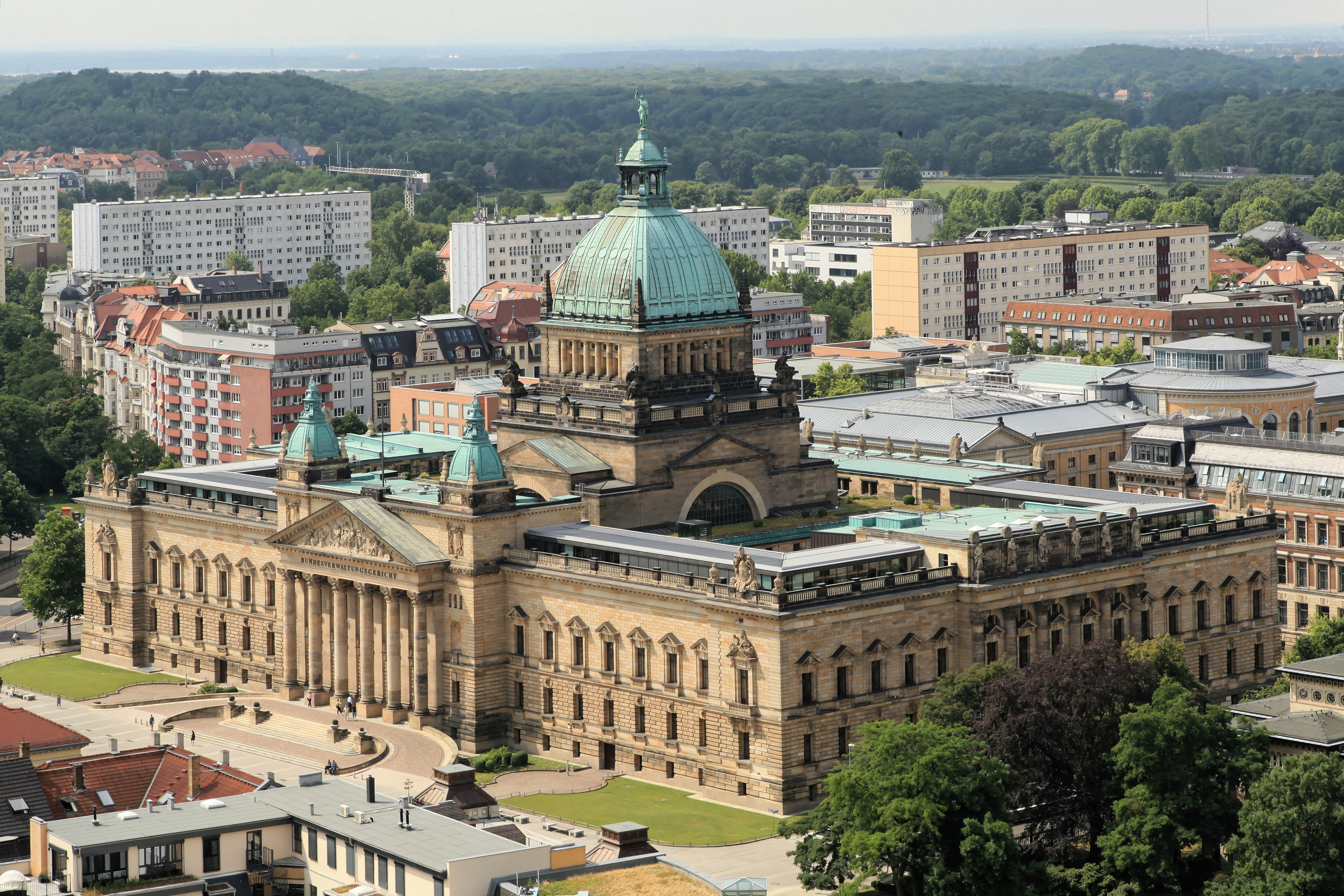
Nejvyšší správní soud

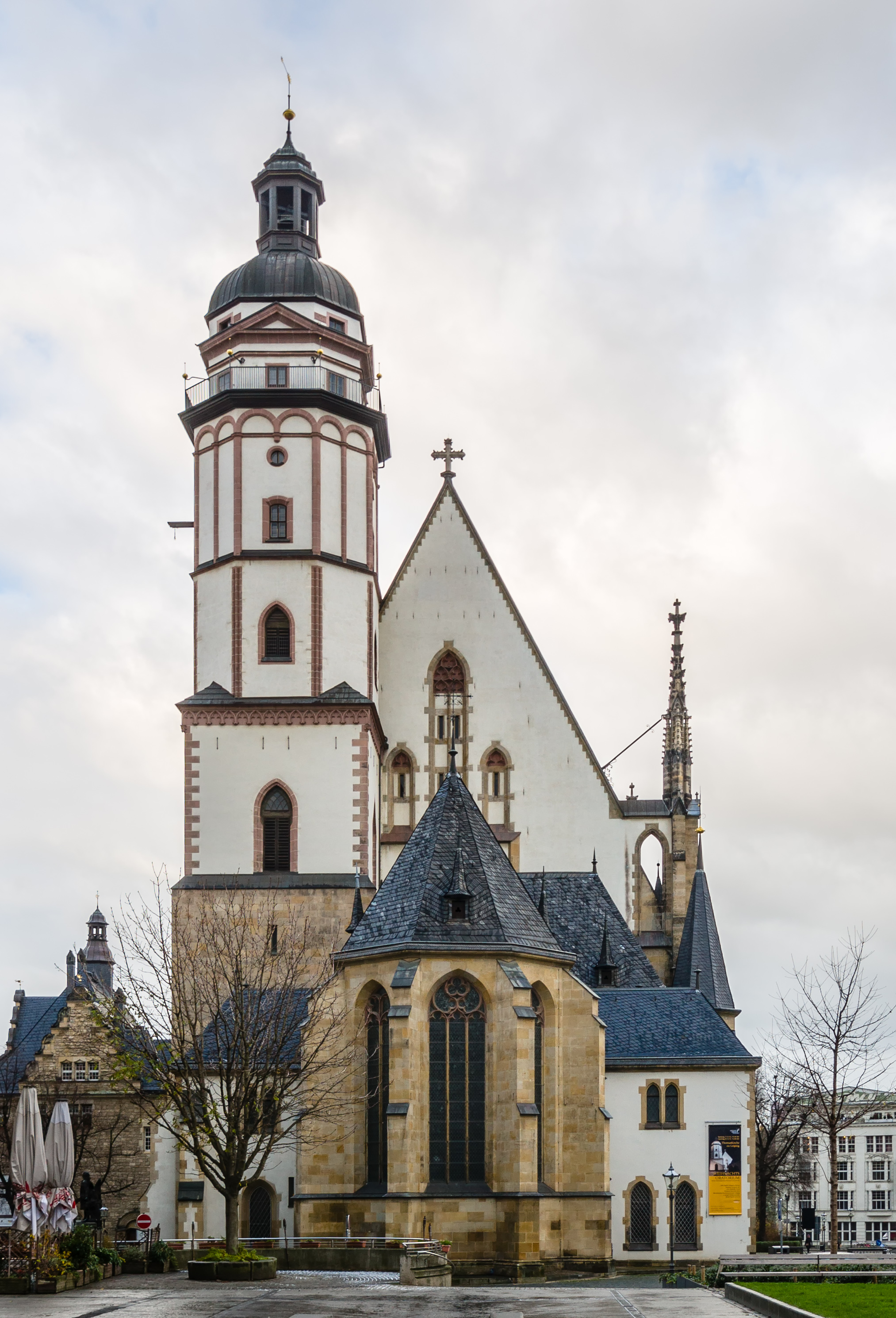
Kostel Sv. Tomáše (Thomaskirche)

## Poloha
Lipsko se nalézá v nejjižnější části Severoněmecké nížiny, na soutoku tří řek (Weiße Elster – Bílý Halštrov, Pleiße a Parthe). Okolí města není příliš zalesněno. Vzhled krajiny byl ve 20. století utvářen těžbou hnědého uhlí v povrchových dolech, které jsou po svém uzavření již řadu let postupně zavodňovány, čímž vzniká zejména jižně od města turisticky atraktivní oblast.
Rozpětí města ve směru ze severu na jih dosahuje 23,4 kilometru a z východu na západ 21,3 kilometru. Hranice města je dlouhá 128,7 kilometru. Na severu hraničí Lipsko se zemským okresem Severní Sasko (Landkreis Nordsachsen) a na jihu pak se zemským okresem Lipsko (Landkreis Leipzig).
Nejbližší velké město je Halle, ležící 30 kilometrů severovýchodně. 100 kilometrů severně leží pak zemské hlavní město Saska-Anhaltska – Magdeburg. Hlavní město Saska Drážďany se nalézá na jihovýchodě, přibližně 100 kilometrů od Lipska. 70 kilometrů jižním směrem se nachází město Chemnitz. Hlavní město spolkové země Durynsko Erfurt se nalézá 100 kilometrů na jihozápadě.
Město je převážně ploché, menší vyvýšeniny se nalézají na jihovýchodě. Nejvyššími přírodními body jsou Monarchenhügel (Monarchův vršek) se 159 metry a Galgenberg (Šibeniční hora) se 163 metry. O něco vyšší jsou pak skládky horniny u městských částí Seehausen (178 m) a Liebertwolkwitz (177 m), které jsou pozůstatky bývalých povrchových dolů na hnědé uhlí.
Řekou s největším průtokem je Weiße Elster. Známější je nicméně Pleiße, jejíž vedlejší rameno protéká nejblíže centru města.

## Historie
Název Lipsko pochází z názvu „lípa“. Osada byla založena slovanskými osadníky již v 10. století. První písemná zmínka pochází z roku 1015. Už v roce 1165 bylo Lipsko povýšeno na město a místní trhy se staly významnou nadregionální událostí. V roce 1409 byla německými mistry, kteří krátce předtím odešli z pražské Karlovy univerzity (Dekret kutnohorský), založena Lipská univerzita, díky níž se zvětšil význam města natolik, že se začala rychle rozvíjet řemesla a později i průmysl.
U Lipska byla ve dnech 16. až 19. října 1813 svedena největší bitva napoleonských válek, tzv. Bitva národů, v níž protifrancouzská koalice dosáhla rozhodujícího vítězství. Mezi Lipskem a Drážďany byla také roku 1839 otevřena první německá dálková železniční trať, nedlouho potom se město stalo důležitým železničním uzlem.
Ve 20. letech 20. století narůstal rychle počet obyvatel, a to až nad 500 000. Lidé se sem sestěhovávali z venkova za vidinou lepšího života ve městě.
Za nacistické vlády se ani Lipsku nevyhnula tzv. Křišťálová noc, kdy byly vypáleny synagogy a bylo ubito několik Židů. Křišťálová noc se tehdy stala velkou manifestací síly a antisemitismu NSDAP.
V letech 1943–1945 během druhé světové války letecké bombardování zničilo až 60 % budov a zahynulo při něm okolo 6 000 obyvatel. Největší nálety byly provedeny 4. prosince 1943 (britská Royal Air Force) a 7. července 1944 (americká letadla). Americká armáda obsadila město 18. dubna 1945. Podle rozhodnutí z jaltské konference ho 2. července 1945 předala Rudé armádě a Lipsko se stalo součástí sovětské okupační zóny.
Po vyhlášení NDR začala mohutná přestavba města podle socialistického stylu, byla vybudována velká sídliště i nové průmyslové podniky. Lipsko se mělo stát „perlou Německa“. Ke konci existence NDR, v roce 1988 a 1989 se konaly ve městě velké demonstrace proti SED, německé komunistické straně. Po pádu Berlínské zdi a znovusjednocení Německa dostávalo město velkou finanční podporu ze západu, což přispělo k proměně z šedivého socialistického města v jedno z nejmodernějších měst na území bývalé Německé demokratické republiky.

### Česká komunita v Lipsku
V roce 1914 žilo v Lipsku přibližně 2 000 Čechů. Jednalo se především o řemeslníky, dělníky a studenty. Již od 60. let 19. století se především čeští studenti sdružovali v českém spolku Václav, který pořádal přednášky, vlastnil knihovnu a mimo jiné nechal zbudovat pomník s českým nápisem spisovateli Karlu Herlošovi na Janském hřbitově (Alter Johannisfriedhof) v Lipsku.
Dále zde působily spolky:
- Český úsporný klub Frič, jehož sídlo bylo v Kafé Metz, Rathausring 13
- Českoslovanský spolek Jiří z Poděbrad, Restaurant Wartburg, Leipzig - Lindenau, Lütznerstrasse 134
- Českoslovanský spolek Neruda, Schloss Lindenfels, Leipzig - Lindenau, Karl Heinestrasse 52
- Tělocvičná jednota Sokol, Dresdenstrasse 20, Restaurant Pantheon. Sokol rovněž organizoval ubytování Čechů, kteří nově přišli do Lipska.
- Českoslovanský spolek Václav, Restaurant Zum Guttenberg, Johannis Gasse19-20

V Lipsku se nacházely dále tyto české podniky:
- Český hostinec J. Formánek, Poniatowskistrasse 4
- Český obchod doutníky Fr. Erben, Leipzig - Lindenau, roh Demmeringgasse a Dürrenbergerstrasse.[pozn. 1][5]

### Město knih
Specifickou kapitolou dějin města je výroba knih. Lipsko se totiž stalo v průběhu 19. století centrem jejich produkce. Bylo zde usazeno na 1500 firem, zabývajících se výrobou a prodejem všemožných knih a publikací. Nechyběla ani nejvýznamnější německá nakladatelství, z nichž jsou mnohá aktivní i v současnosti – Baedeker, Brockhaus apod. Z přítomnosti mnoha tiskáren, knihvazačství či grafických ústavů profitovala ale i jiná průmyslová odvětví, např. strojírenské podniky. Odvětví výroby knih zažívalo na přelomu 19. a 20. století takový rozkvět, že v něm byl činný každý desátý obyvatel města. V zahraničí si město vysloužilo dokonce přezdívku „city of books“ – město knih. Za druhé světové války trpěla řada nakladatelství kvůli restrikcím. Tzv. Grafická čtvrť (Graphisches Viertel), kde byla koncentrována většina firem, byla zcela zničena nálety. Rozdělení Německa po válce vedlo i k rozdělení většiny podniků a nakladatelství, které pak působily na území obou německých států současně. V NDR zastávalo Lipsko nadále pozici „města knih“. Po sjednocení Německa v roce 1990 však došlo i k navrácení lipských nakladatelství původním vlastníkům, sídlícím v západním Německu. Převzaté podniky byly dále provozovány pouze jako pobočky, z nichž byly mnohé později uzavřeny. Některá nakladatelství byla prodána a fungují v Lipsku dodnes (E. A. Seemann, St. Benno, Koehler & Amelang, Buchverlag für die Frau apod.). V Lipsku se koná každoročně knižní veletrh (Leipziger Buchmesse), který je po veletrhu ve Frankfurtu nad Mohanem druhým největším v Německu.

## Pamětihodnosti
Vzhledem k zničení města během druhé světové války je v Lipsku, jako téměř ve všech velkých německých městech, poměrně málo historických budov. Centrum je ale kompaktní a zachovalé, dá se proto najít mnoho skvostných domů z doby německého císařství z let 1871–1918, jež svědčí o tehdejším rozmachu a významu města.
- V centru se nachází renesanční Stará radnice (německy Altes Rathaus), která patří k nejstarším dochovaným renesančním stavbám v celém Německu. Protože její kapacita později přestala dostačovat, byla v centru na počátku 20. století postavena historizující Nová radnice (německy Neues Rathaus).
- Poblíž historického jádra se nalézá i budova německého Nejvyššího správního soudu (německy Bundesverwaltungsgericht), vystavěná v letech 1888–1895, která architektonicky navazuje na italskou pozdní renesanci a francouzské baroko. Stavba se výrazně podobá budově Reichstagu v Berlíně, který byl stavěn v obdobném stylu ve stejné době.

- Protože Lipsko v minulosti proslulo hudbou – v 18. století zde působil skladatel J. S. Bach – má dnes několik operních domů – např. Gewandhaus nebo Oper Leipzig.

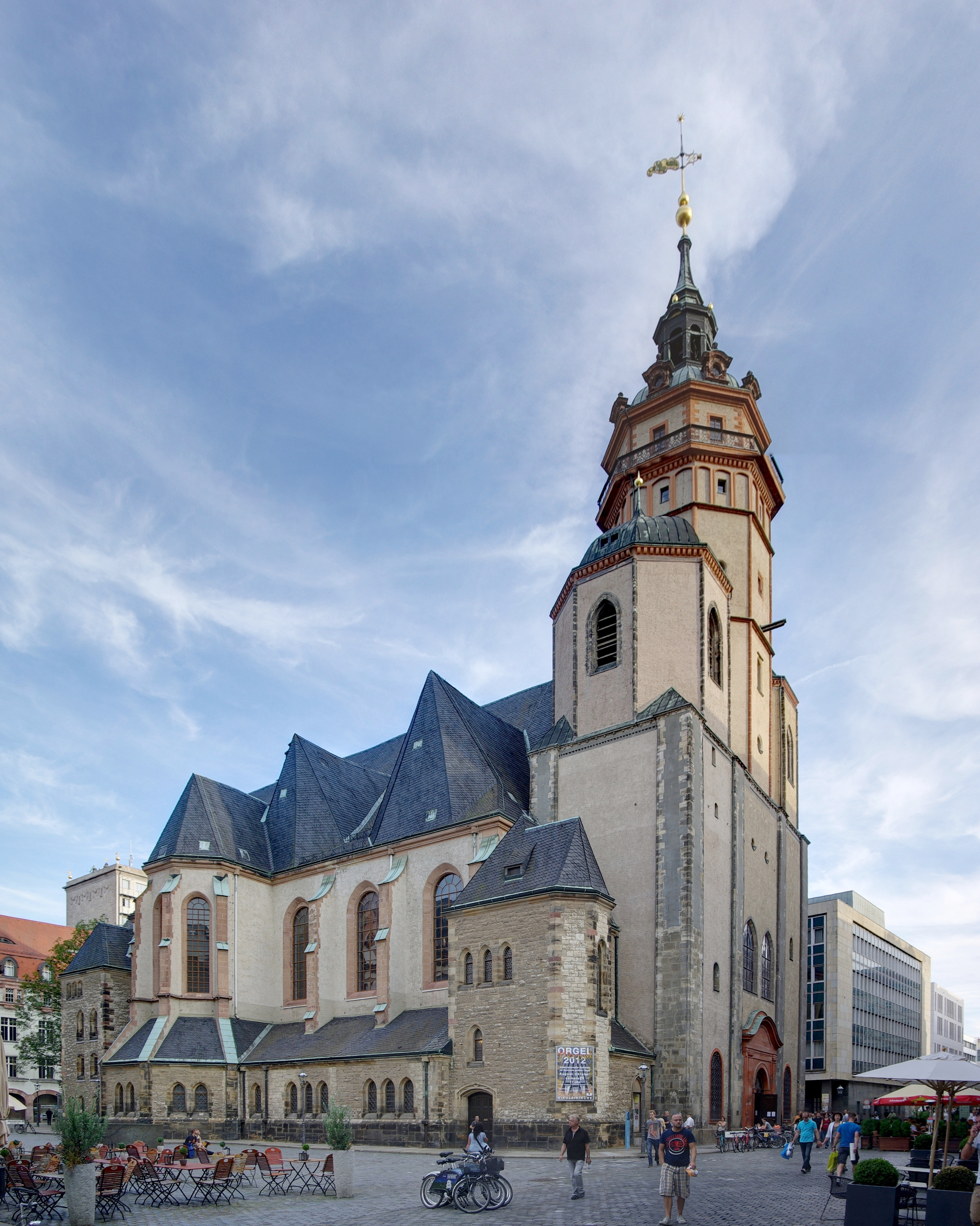
- Kostel Sv. Mikuláše (Nikolaikirche)

- V kostele svatéhoTomáše (německy Thomaskirche), kde Bach působil v letech 1723–1750, se dodnes konají pravidelně koncerty. Už od roku 1212 zde působí i světoznámý pěvecký sbor „Thomanerchor“, skládající se ze 100 chlapců ve věku 9–18 let. V 18. století jej vedl jistou dobu i Johann Sebastian Bach, který je v kostele je pochován. Vedle kostela stojí socha J. S. Bacha pocházející z roku 1908, od lipského sochaře Carla Seffnera.

- Jihozápadně od kostela svatého Tomáše je v malém parčíku další pomník J. S. Bacha; tento pomník v roce slavnostně 1843 odhalil Felix Mendelssohn-Bartholdy.[6]
- Významnou stavbou v centru města je také Kostel Sv. Mikuláše (německy Nikolaikirche), vystavěný po roce 1165 v románském stylu. V pozdním středověku byl pak přestavěn na gotický halový kostel. Na konci existence NDR se stal místem mírových modliteb a výchozím bodem tzv. pondělních demonstrací, při nichž vyjadřovala široká veřejnost svou nespokojenost se stagnujícím komunistickým režimem.
- Auerbachův sklep (německy Auerbachs Keller) světově proslavil Goethův Faust.[7][8]
- Stará Mikulášská škola byla nejstarší městskou školou v Lipsku, kterou mimo jiné navštěvoval Gottfried Wilhelm Leibniz a Richard Wagner. Dnes je zde provozován hostinec, Muzeum antiky Lipské univerzity a Muzeum Richarda Wagnera.
- Schillerův dům je malý původně selský dům v městské části Gohlis, ve kterém Friedrich Schiller strávil léto roku 1785 a pracoval zde na dramatu Don Carlos a truchlohře Fiesco a kde rovněž vyhotovil první náčrt své básně Ode an die Freude (Óda na radost).
- Na Bitvu národů v roce 1813 upomíná nejmonumentálnější pomník Německa – Památník Bitvy národů (německy Völkerschlachtdenkmal), dokončený v roce 1913. Pomník je jedním z typických znaků města. Na vrcholu pomníku se nalézá vyhlídková plošina, odkud lze dohlédnout až do centra města.
- Přímo v centru města se nalézá mrakodrap City-Hochhaus Leipzig, odkud je možné z výšky 142 metrů pozorovat centrum města s okolím.
- Lipské hlavní nádraží, dokončené roku 1915, je se svou plochou 83 640 čtverečních metrů největší hlavovou stanicí v Evropě. Denně jím projde na 120 000 lidí a jeho čelní fasáda je široká skoro 300 metrů.
- Lipsko má také pověst tradičního veletržního města. Městská a tržní práva dostalo Lipsko od markraběte Oty Míšeňského roku 1165. Říšské tržní privilegium mu poté udělil císař Maxmilián I. roku 1497. V roce 1897 se zde konal první vzorkový veletrh s oficiálním katalogem. Lipský veletržní úřad byl založen ale až v průběhu 1. světové války (1916), po jejímž ukončení se zde konal první Lipský jarní veletrh (1920). Roku 1990 se zde konaly první odborné veletrhy k tématům stavba a cestování. Státní Lipský veletržní úřad byl po znovusjednocení Německa transformován ve společnost Lipský veletrh (Leipziger Messe, založen 1991), v níž mají stát Sasko a město Lipsko podíl po 50 %. Ročně se zde koná kolem 30 odborných i spotřebitelských veletrhů. Původní výstavní budovy byly z velké části zničeny za druhé světové války. Areál starého výstaviště, vybudovaný v dobách NDR, byl po pádu komunismu nevyhovující, proto bylo roku 1996 na severním okraji města zřízeno výstaviště nové. V Česku je známý například Lipský knižní veletrh (Leipziger Buchmesse). Oblíben je i automobilový veletrh.
- V Lipsku se nalézá též zoologická zahrada, založená v roce 1878.

## Vzdělání

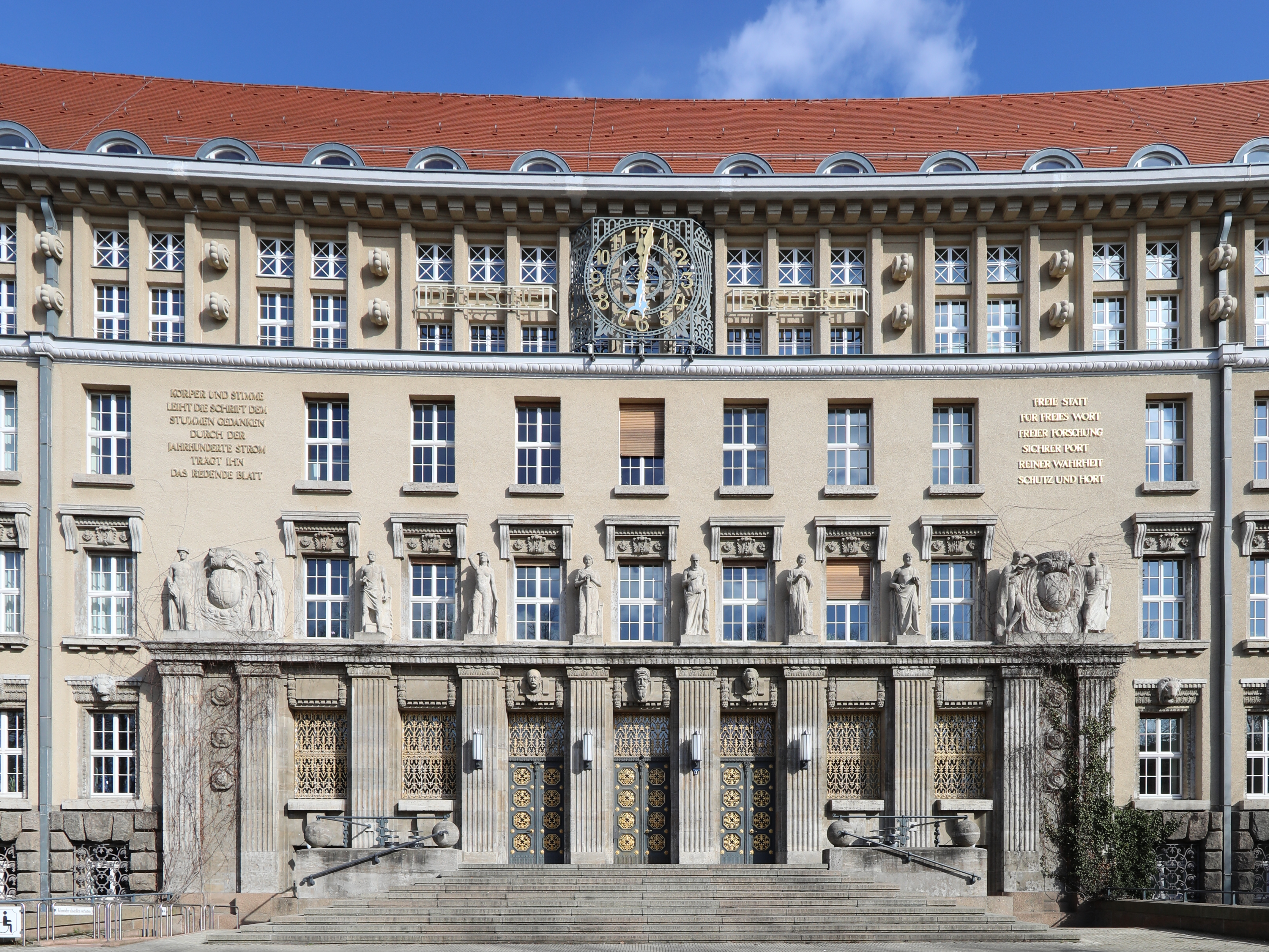
Budova Německé národní knihovny v Lipsku

Lipská univerzita (Universität Leipzig) byla založena roku 1409 a je po univerzitě v Heidelbergu (1386) druhou nejstarší fungující univerzitou v Německu. Univerzitu založili studenti a profesoři, kteří po vydání Dekretu Kutnohorského opustili Univerzitu Karlovu v Praze. V zimním semestru 2012/2013 na ní bylo zapsáno 26 772 studentů.
Německá knihovna byla v Lipsku založena roku 1912 a jako jediná sloužila až do rozdělení Německa po druhé světové válce jako sběrné místo pro veškerou německy psanou literaturu vydanou od roku 1913. V roce 1990 byla knihovna včleněna do Německé knihovny, která je od roku 2006 součástí Německé národní knihovny (Deutsche Nationalbibliothek), ke které patří i roku 1947 založená Německá knihovna ve Frankfurtu nad Mohanem a roku 1970 založený Hudební archiv, sídlící rovněž v Lipsku.

## Hospodářství
Ve městě se nalézá na 38 000 firem a podniků, zaregistrovaných u místní živnostenské a hospodářské komory. Kromě toho je zde činných na 5 000 řemeslnických firem (2011). Celková nezaměstnanost dosahovala v červnu 2014 9,9 %.
Podobně jako v dalších regionech východního Německa došlo i v Lipsku se zánikem NDR ke zhroucení průmyslové produkce. Situace se od 90. let postupně lepší. Mezi nejvýznamnější zaměstnavatele patří např. Siemens (1700 zaměstnanců), Porsche (2500 zaměstnanců u Porsche Leipzig plus dalších 800 ve služebních odvětvích) či BMW (3700 zaměstnanců, spolu s partnery a dodavateli zaměstnává na 6500 lidí). Dopravní podnik Lipska (Leipziger Verkehrsbetriebe) vyrábí od roku 2005 i vlakové soupravy, díky čemuž se celkový počet zaměstnanců vyšplhal na 2500.
Díky své poloze a letišti je region jedním z nejvýznamnějších logistických center v Německu. Roku 2006 zde zřídil Amazon své druhé a doposud největší logistické centrum v Německu. Roku 2008 zde bylo zřízeno logistické centrum DHL.
V Lipsku má hlavní sídlo veřejnoprávní televizní a rozhlasová stanice MDR.

## Doprava

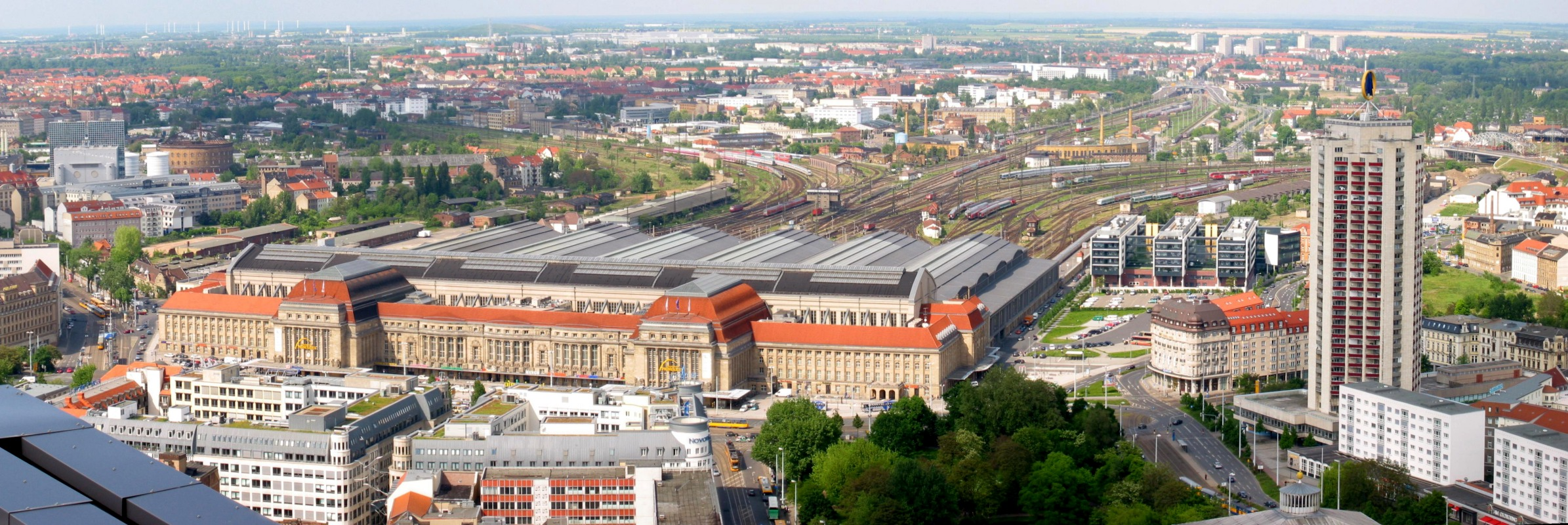
Hlavní nádraží

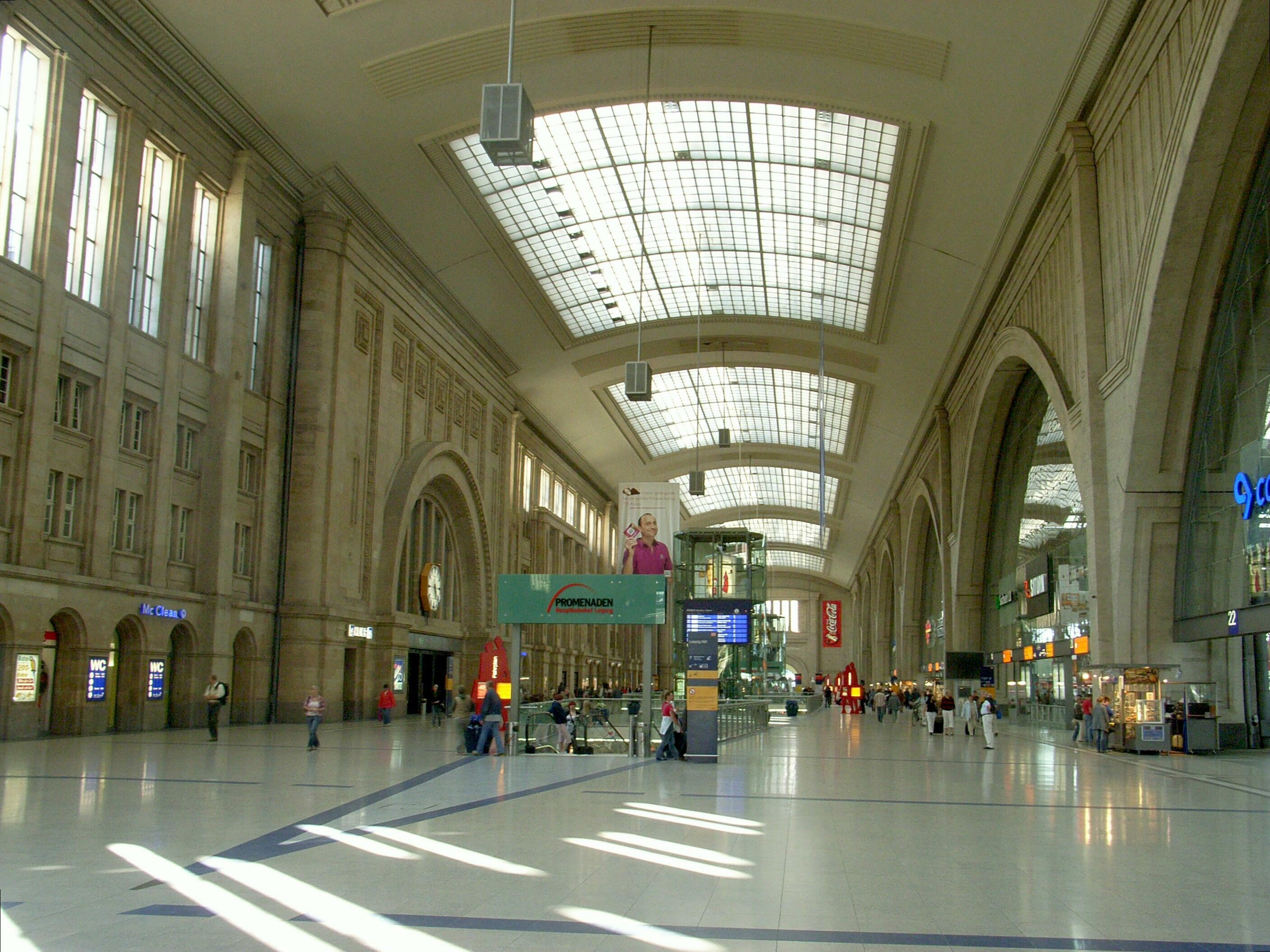
Interiér hlavního nádraží

### Silniční doprava
Okolo Lipska probíhá několik dálnic – na severu dálnice A 14, na západě A 9 a na jihu A 38. Tyto dálnice tvoří současně obchvat Lipska a nedalekého města Halle. Směrem na jih, na Chemnitz, se momentálně staví nová dálnice A 72.

### Železniční doprava
V Lipsku se kříží trasy vlaků Intercity-Express (Hamburg–Berlin–Leipzig–Nürnberg–München, dále pak Dresden–Leipzig–Erfurt–Frankfurt am Main, příp. Wiesbaden/Saarbrücken). Město je dále výchozím bodem vlaku Intercity pro trasu Dresden–Leipzig–Magdeburg–Braunschweig–Hannover–Dortmund–Köln. Ve městě dále staví mezinárodní noční spoje do Prahy, Curychu, Basileje či Amsterdamu.
Regionální železniční dopravou lze bez přestupu dojet do většiny velkých a středně velkých měst v Sasku a jižním Sasku-Anhaltsku. Se sousedním městem Halle je Lipsko spojeno S-Bahnem.

### Letecká doprava
Letiště Lipsko/Halle (Flughafen Leipzig/Halle) je mezinárodním letištěm stejnojmenného regionu. Letiště se nalézá mezi oběma městy, na něž je napojeno linkami S-Bahn. Jedná se o druhé největší nákladové letiště v Německu po Frankfurtu nad Mohanem.

## Kultura

### Nejznámější muzea
- Muzeum historie města Lipska (Stadtgeschichtliches Museum Leipzig) – patří sem např. výstava k historii města v budově Stare radnice, Pomník Bitvy národů, muzeum kávy „Coffe Baum“ apod.
- Památník a muzeum Stasi v „Runde Ecke“ – dokumentuje činnost státní bezpečnosti v dobách NDR
- Fórum moderní historie (Zeitgeschichtliches Forum Leipzig) – mapuje historii východního Německa po druhé světové válce až po současnost
- Bachovo muzeum Lipsko (Bachmuseum Leipzig) – přibližuje život a dílo Johanna Sebastiana Bacha
- Muzeum přírodních věd (Naturkundemuseum)
- Muzeum Grassi (Grassimuseum) – tvoří ho tři muzea (muzeum aplikovaného umění, etnologie a hudebních nástrojů)

### Památky lipského hudebního dědictví
Památky lipského hudebního dědictví jsou soubor devíti míst ve městě, kde působili významní hudební skladatelé. Tato místa dokládají kontinuitu hudebního a občanského života ve městě v průběhu staletí. Do souboru jsou zařazeny například tyto stavby: Nový Gewandhaus, Schumannův dům, pomník Richarda Wagnera, Stará radnice, dům Felixe Mendelsohna-Bartoldyho, Bachovo muzeum, Kostel svatého Mikuláše, Kostel svatého Tomáše. Památky lipského hudebního dědictví byly v roce 2017 zařazeny mezi Evropské dědictví.

## Sport
Lipsko je na sport velmi bohaté město. Hlavními dvěma sporty jsou fotbal a házená. Ve městě dnes sídlí fotbalový klub RasenBallsport Lipsko, jehož hlavním sponzorem je firma Red Bull. Dříve město ve fotbale reprezentovaly Lokomotive Lipsko (v dobách NDR) a VfB Lipsko (do války).
Rovněž zde působí prvoligový házenkářský oddíl SC DHfK Leipzig, hrající v Aréně Leipzig.

## Osobnosti

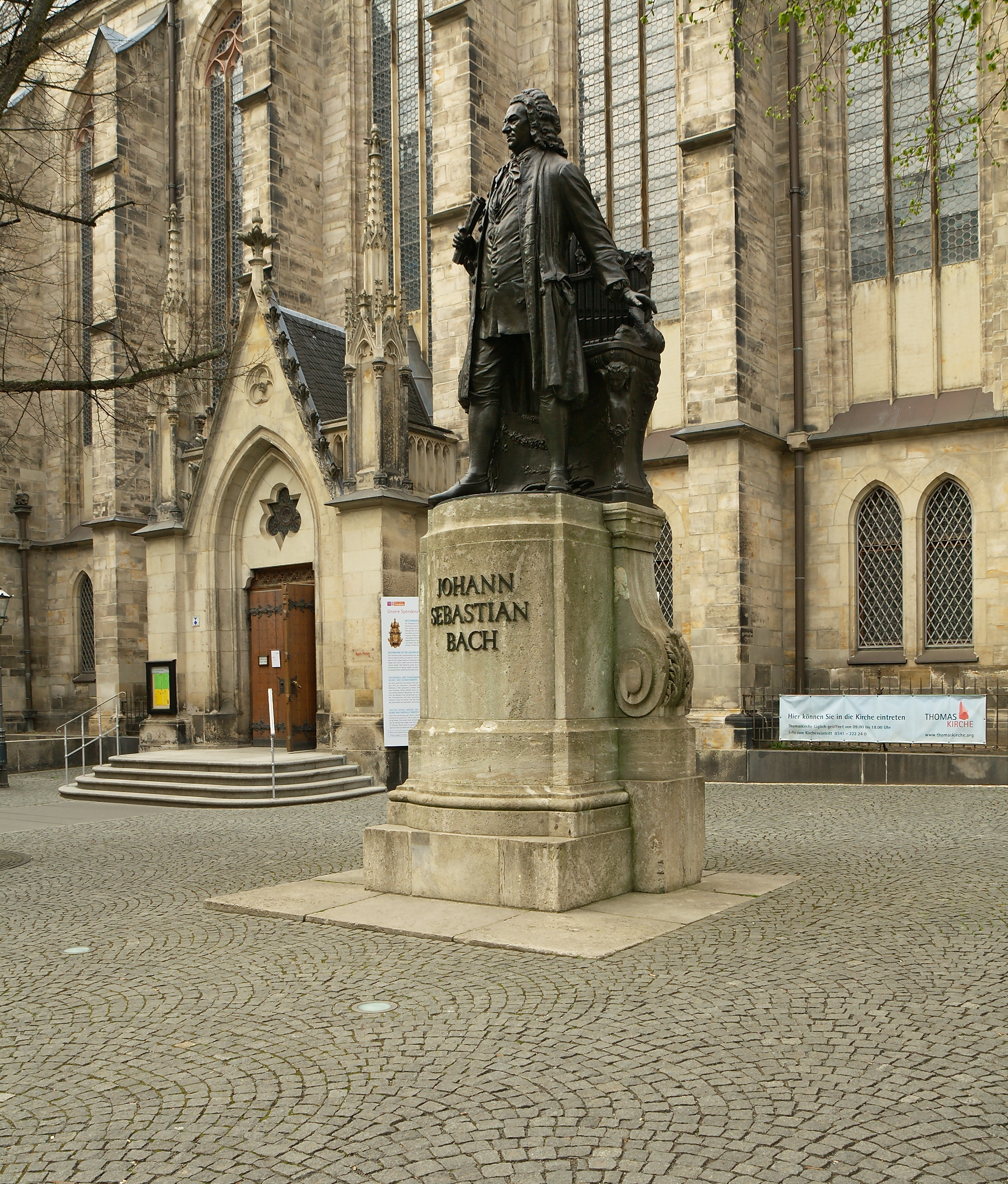
Pomník J. S. Bacha před Kostelem Sv. Tomáše (Thomaskirche)

- Gottfried Wilhelm Leibniz (1646–1716), filosof, historik, právník, vědec, diplomat a matematik
- Johann Sebastian Bach (1685–1750), hudební skladatel, v Lipsku působil jako kantor chrámového sboru
- Johann Wolfgang Goethe (1749–1832), spisovatel, v Lipsku studoval a situoval sem i děj své veršované tragédie „Faust“
- Friedrich Schiller (1759–1805), básník a dramatik, v Lipsku žil a složil zde i svou slavnou báseň „Óda na radost“, zhudebněnou L. van Beethovenem ve finále jeho 9. symfonie)
- Felix Mendelssohn-Bartholdy (1809–1847), hudební skladatel, zemřel v Lipsku
- Richard Wagner (1813–1883), hudební skladatel
- Emil Jellinek (1853–1918), podnikatel a diplomat, průkopník automobilismu
- Karl Liebknecht (1871–1919), politik (socialista)
- Walter Ulbricht (1893–1973), politik, generální tajemník SED, místní rodák
- Werner Heisenberg (1901–1976), fyzik a nositel Nobelovy ceny, pracoval na univerzitě v Lipsku
- Angela Merkelová (* 1954), kancléřka Německa, studovala na zdejší univerzitě
- Bill Kaulitz a Tom Kaulitz (* 1989), dvojčata z populární německé skupiny Tokio Hotel
- Till Lindemann (* 1963), hudebník, frontman skupiny Rammstein a Lindemann

## Partnerská města
- Addis Abeba, Etiopie, 2004
- Birmingham, Spojené království, 1992
- Boloňa, Itálie, 1962
- Brno, Česko, 1973
- Frankfurt nad Mohanem, Německo, 1990
- Hannover, Německo, 1987
- Ho Či Minovo Město, Vietnam, 2021
- Houston, USA, 1993
- Kyjev, Ukrajina, 1961
- Krakov, Polsko, 1973
- Lyon, Francie, 1981
- Nanking, Čína, 1988
- Plovdiv, Bulharsko, 1975
- Soluň, Řecko, 1984
- Travnik, Bosna a Hercegovina, 2003

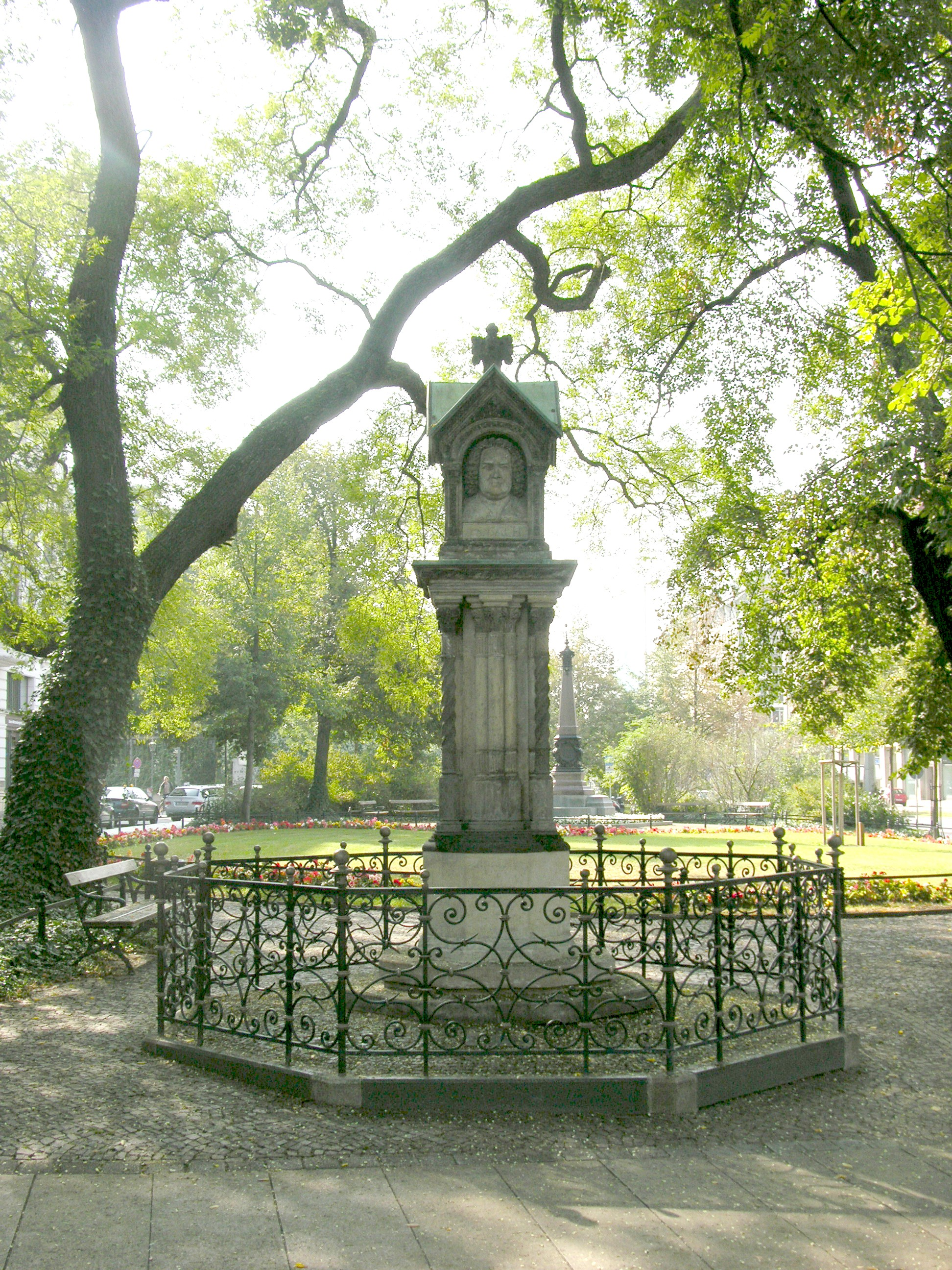
- Starý Bachův pomník